# Alfonso Mena
Alfonso Mena Pacheco (Ciudad de México, 1961) es un artista mexicano. Su obra que engloba dibujo, óleo y arte objeto, entre otras expresiones, se enmarca dentro del arte abstracto y el expresionismo y el uso de muy diversos materiales pictóricos y soportes.

## Trayectoria
Estudió en la Escuela Nacional de Pintura, Escultura y Grabado "La Esmeralda" en los años 80 e Inició actividad artística en los años 90. Su obra ha participado en más de 90 exposiciones, bienales y muestras en su país y en otros. Ha tenido exposiciones individuales en México en el Palacio de Bellas Artes (Alfonso Mena, Pintura, 1997) y en el Museo de Arte Moderno (Seducción, 2013) y en países como Japón y Suiza.
Vive en la Ciudad de México y en Nueva York.

### Mena según la crítica
Según la crítica Raquel Tibol, la obra de Mena es una "pintura expresionista, emocional y abstracta" condicionada por la abstracción "lírica desarrollada con técnica, espíritu y acento poético propios". Además de otros aspectos, Teresa del Conde destacó el talento en el diseño de las obras de Mena y lo mencionó como pintor abstracto destacado luego de la Generación de la ruptura.

## Premios y reconocimientos
- Becario del Sistema Nacional de Creadores de Arte del Fondo Nacional para la Cultura y las Artes (2000, 2010 y 2014)
- Premio de Adquisición, Salón Nacional de Artes Plásticas del Instituto Nacional de Bellas Artes (1989 y 1986)